# Pterygoplichthys etentaculatus
Pterygoplichthys etentaculatus är en fiskart som först beskrevs av Johann Baptist von Spix och Agassiz 1829.  Pterygoplichthys etentaculatus ingår i släktet Pterygoplichthys och familjen Loricariidae. Inga underarter finns listade i Catalogue of Life.